# Seznam čeških jezikoslovcev

## A
- Daniel Adam z Veleslavína

## B
- Bartoloměj iz Chlumce (~1320–1379), znan tudi kot Klaret
- Antonín Bartoněk (klasični filolog)
- František Bartoš ?
- Josef Baudiš ?
- Jaroslav Bauer ?
- Jaromír Bělič
- Josef Beneš (1902–1984)
- Václav Beneš Optát, Petr Gzela in Václav Philomates: Gramatika česká v dvojí stránce (Češka slovnica v dveh delih)
- Matouš Benešovský
- Jan Blahoslav (škof) (1523–1571)
- David Blažek?
- Vladimir Blažek
- (Petr Bogatyrev)
- Ladislav Brož
- Václav Burian ?

## C
- Josef Chlumský
- Květoslav Chvatík
- Václav Cvrček?

## Č
- František Ladislav Čelakovský
- František Čermák
- Jan Čermák (anglist)
- Václav Čermák
- Adolf Černý
- Miroslav Červenka

## D
- František Daneš (1919-2015)
- Josef Dobrovský
- Julius Dolanský (Heidenreich)
- Růžena Dostálová
- Rudolf Dvořák

## E
- Václav Ertl

## F
- Jan Firbas
- Antonín Frinta
- František Frýdecký

## G
- Jan Gebauer (1838–1907)

## H
- (Václav Hanka 1791-1861)
- (Adolf Hauffen)
- Přemysl Hauser
- Bohuslav Havránek (1893–1978)
- Hlavsa
- Tomáš Hoskovec
- Bedřich Hrozný
- Jan Hus (~1370–1415)

## I
- (Aleksander Isačenko)

## J
- (Roman Jakobson)
- Alois Jedlička (1912 - 2000)
- Milan Jelínek (1923 - 2014)
- (Wilhelm Jerusalem)
- Konstantin (Josef) Jireček
- Josef Jungmann (1773–1847)
- (Hugo Jurenka)

## K
- Josef Karásek (1868-1916) (literarni zgodovinar)
- (Sergej Karcevski)
- Zdeňka Kohoutková
- Jiří Konstanca >> M. V. Šteyer
- František Kopečný (1909 - 1990)
- Viktorin Kornel ?
- Josef Král (klasični)
- Oldřich Král (1930-  2018) (sinolog)
- Maximillián Křepinský

## L
- Vincenc Lesný
- Oldřich Leška
- Henry Kučera (Jindřich Kučera) (1925 - 2010)

## M
- Alena Macurová
- František Václav Mareš (1922 - 1994)
- Ladislav Matějka (češko-ameriški)
- Zdeněk Mathauser (literarni znanst., član Praškega lingv. krožka)
- Vilém Mathesius
- Jan Mukařovský
- Hana Mžourková

## N
- (Arne Novák)
- (Robert Novák - klasični filolog)

## O
- Karel Oliva
- Pavel Oliva (1923 - 2021)

## P
- František Pastrnek
- Eduard Petiška?
- Jan Petr (1931 - 1989)
- Věra Petráčková (1941 - 1998)
- Jiří Polívka (1858 – 1933)
- Ivo Pospíšil (literarni)

## S
- Vladimír Skalička (1909 - 1991)
- Emil Smetánka
- Stanislav Souček
- Dominik Stříbrný (1882 - 1920)

## Š
- Pavel Josef Šafařik (slovaško Josef Pavol Šafárik : slovaškega rodu)
- Čeněk Šercl Vinko Šercl
- Vladimír Šmilauer (1895–1983)
- Michal Šulc

## T
- František Trávníček (1888–1961)
- Jiří Trávníček
- Bohumil Trnka (1895-1984)
- Pavel Trost

## V
- Jaroslav Vacek
- Josef Vachek
- Břetislav Vachala (egiptolog, arabist)
- Josef Vajs (1865 – 1959)
- Vladimír Vavřínek
- Jiří Veltruský
- Johannes Vodnianus Campanus
- Václav Vondrák
- František Vymazal
- Hynek Vysoký (klasični)

## W
- Miloš Weingart
- (Karel Werner)
- (Frank Wollman)

## Z
- (Antonín Zavadil)
- Dušan Zbavitel (1925 - 2012)
- František Zpěvák?
- Josef Zubatý